# The Sound of Perseverance
Albums de Death
Symbolic
(1995) Live in L.A.: Death & Raw
(2001)
The Sound of Perseverance est le titre du septième et dernier album du groupe Death, sorti en 1998.
Sur ce disque en particulier, le groupe déploie un style plus proche du metal progressif que sur leurs premiers albums, bien que depuis Human, le groupe tendait de plus en plus vers ce genre. Les morceaux sont plus longs que d'habitude avec une moyenne de 6 minutes par titre.
La rumeur prétend que certains titres et morceaux de The Sound of Perseverance étaient à l'origine prévus pour apparaître sur le premier album de Control Denied. Chuck Schuldiner lui-même démentit cela dans une interview avec Metal Maniacs en 1998, disant qu'aucune de ses compositions pour Control Denied n'ont été utilisées pour combler un album de Death. Quand Death signe avec Nuclear Blast, Schuldiner accepte de faire un dernier album de Death avant de passer à Control Denied.
Spirit Crusher est le single de cet album. Il est accompagné d'un clip enregistré en live.

## Liste des morceaux
1. Scavenger of Human Sorrow – 6:54
2. Bite the Pain – 4:29
3. Spirit Crusher – 6:44
4. Story to Tell – 6:34
5. Flesh and the Power It Holds – 8:25
6. Voice of the Soul – 3:42 (Instrumentale)
7. To Forgive Is to Suffer – 5:55
8. A Moment of Clarity – 7:22
9. Painkiller (reprise de Judas Priest) – 6:03

## Edition Deluxe
Une édition Deluxe est sortie en 2005 éditée par Nuclear Blast. Elle regroupe l'album original et un DVD bonus, Live at Cottbus 1998.

## Credits
- Chuck Schuldiner - guitare, voix, production
- Richard Christy - batterie
- Shannon Hamm - guitare
- Scott Clendenin - basse (frettée)
- Production : Scott Burns